# Villarmayor
Villarmayor é um município da Espanha na província de Salamanca, comunidade autónoma de Castela e Leão, de área 39,14 km² com população de 215 habitantes (2004) e densidade populacional de 5,49 hab/km².

## Demografia
| Variação demográfica do município entre 1991 e 2004 | Variação demográfica do município entre 1991 e 2004 | Variação demográfica do município entre 1991 e 2004 | Variação demográfica do município entre 1991 e 2004 |
| --------------------------------------------------- | --------------------------------------------------- | --------------------------------------------------- | --------------------------------------------------- |
| 1991                                                | 1996                                                | 2001                                                | 2004                                                |
| 238                                                 | 252                                                 | 221                                                 | 215                                                 |